# 9263 Khariton
9263 Khariton este un asteroid din centura principală de asteroizi.

## Descriere
9263 Khariton este un asteroid din centura principală de asteroizi. A fost descoperit pe 24 septembrie 1976 la Observatorul de Astrofizică din Crimeea de Nikolai Cernîh. El prezintă o orbită caracterizată de o semiaxă mare de 3,14 ua, o excentricitate de 0,18 și o înclinație de 2,1° în raport cu ecliptica.